# Muntele Ikoma
Muntele Ikoma (în japoneză 生駒山 ikoma-yama sau ikoma-san) este un munte situat pe insula Honshu (insula principală din arhipelagul Japoniei). Este aflat în regiunea Kansai, la hotarul a două prefecturi -- Nara și Osaka.

## Atracții turistice
Muntele Ikoma este o destinație populară pentru atât pentru turiști, cât și pentru locuitorii regiunii, atracțiile principale fiind:
- Parcul „Skyland Ikoma” situat pe vârful muntelui.
- Templul budist Hōzan-ji.
- Sanctuarul shintoist ('jinja') Ikoma-jinja (sau Ikoma Taisha).

Pe lângă aceasta, muntele Ikoma este deseori ales ca loc pentru hiking sau hanami (picnic japonez traditional sub copaci de  ume sau sakura înfloriți).

## Galerie

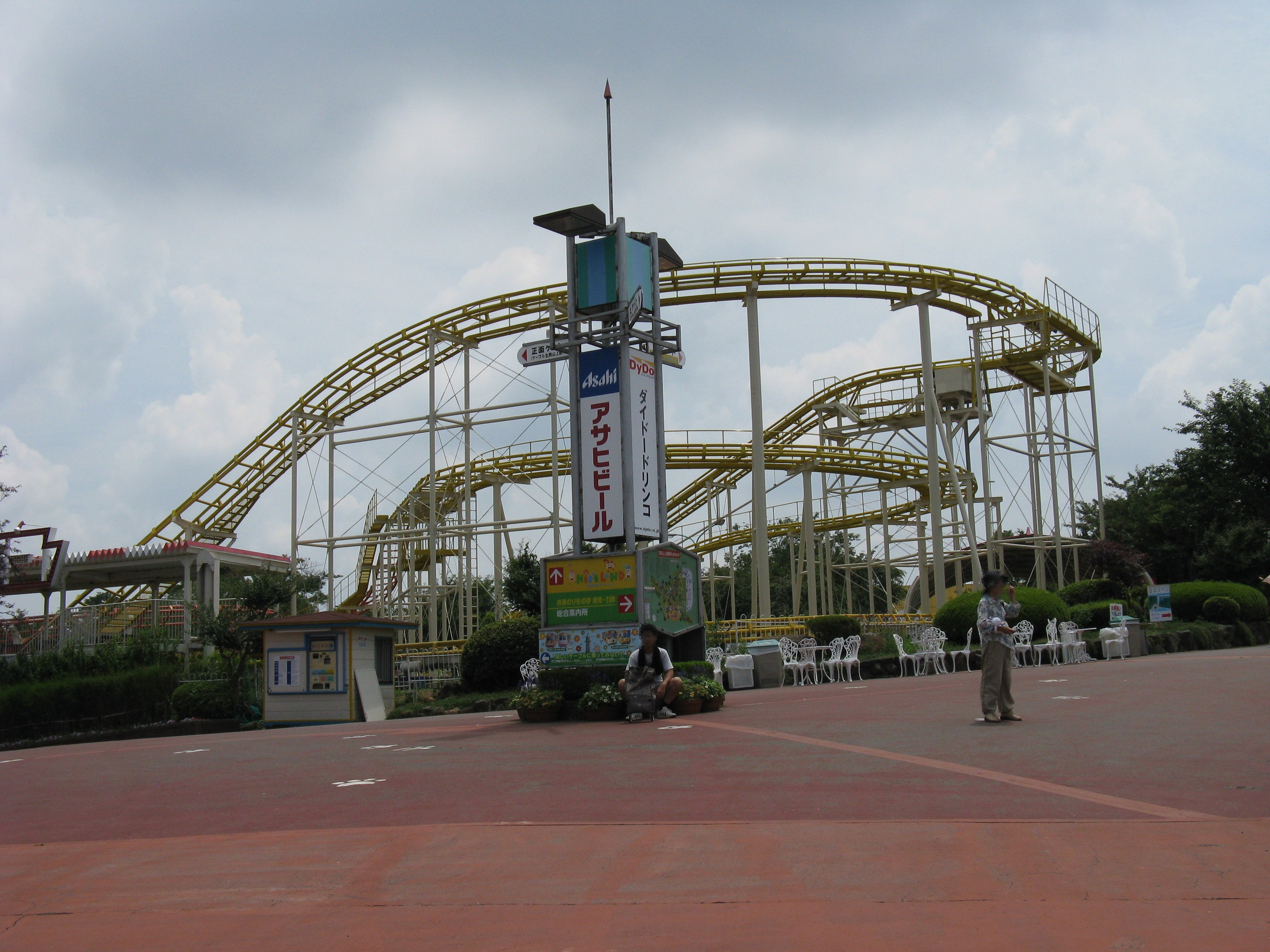
Parcul „Skyland Ikoma” de pe vârful muntelui
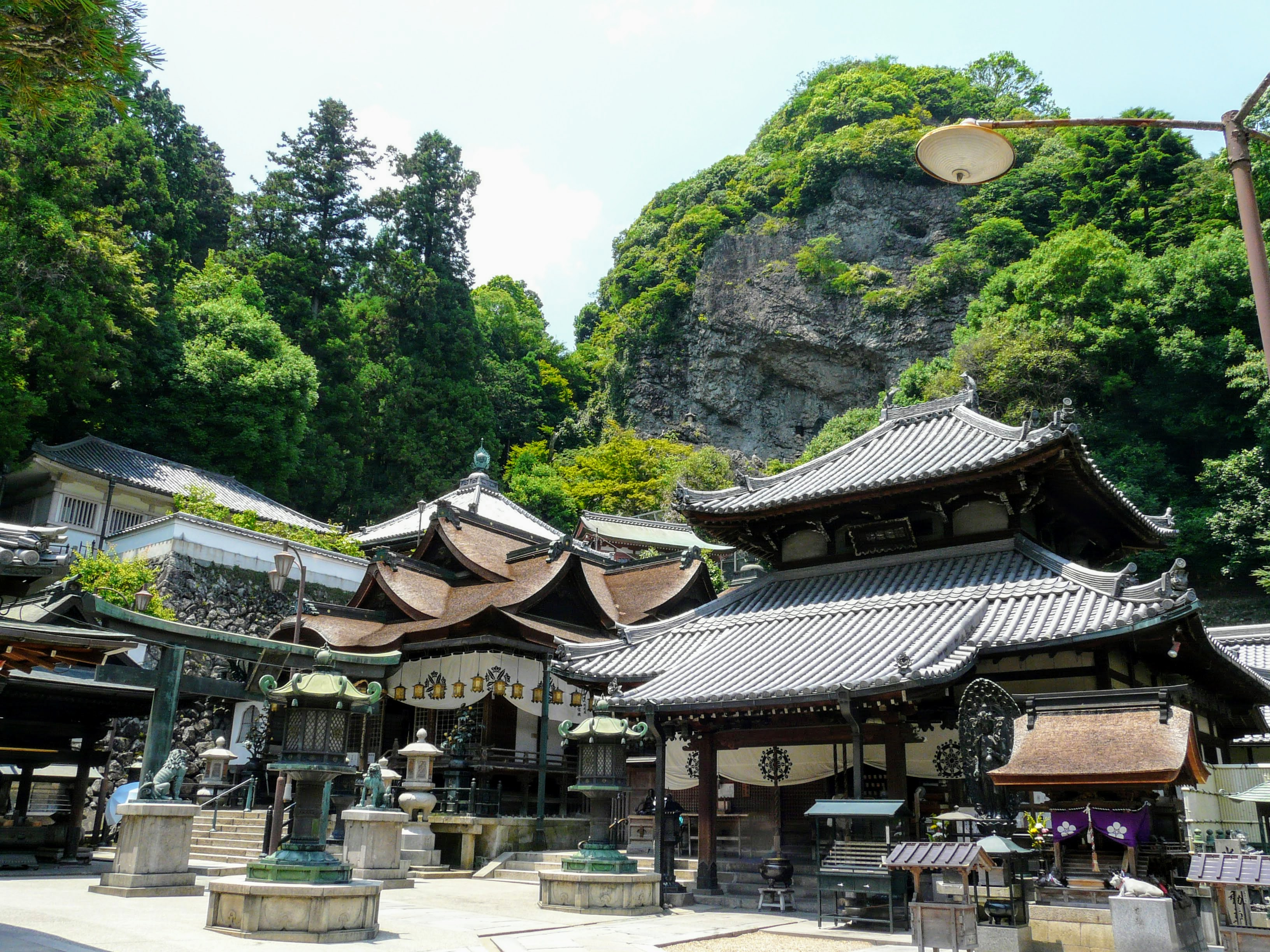
Templul budist Hōzan-ji
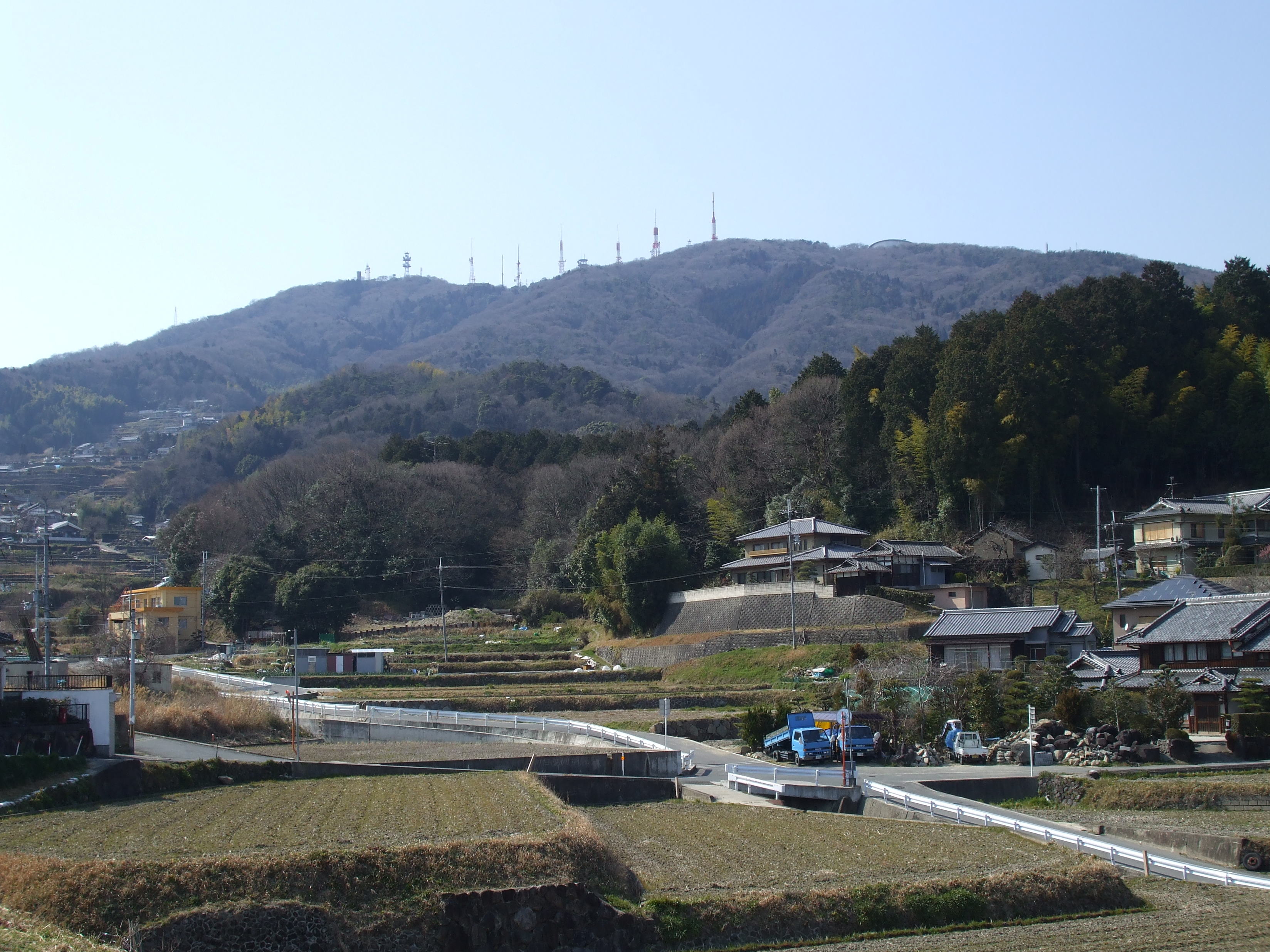
Muntele Ikoma privit din oraşul Ikoma (prefectura Nara)
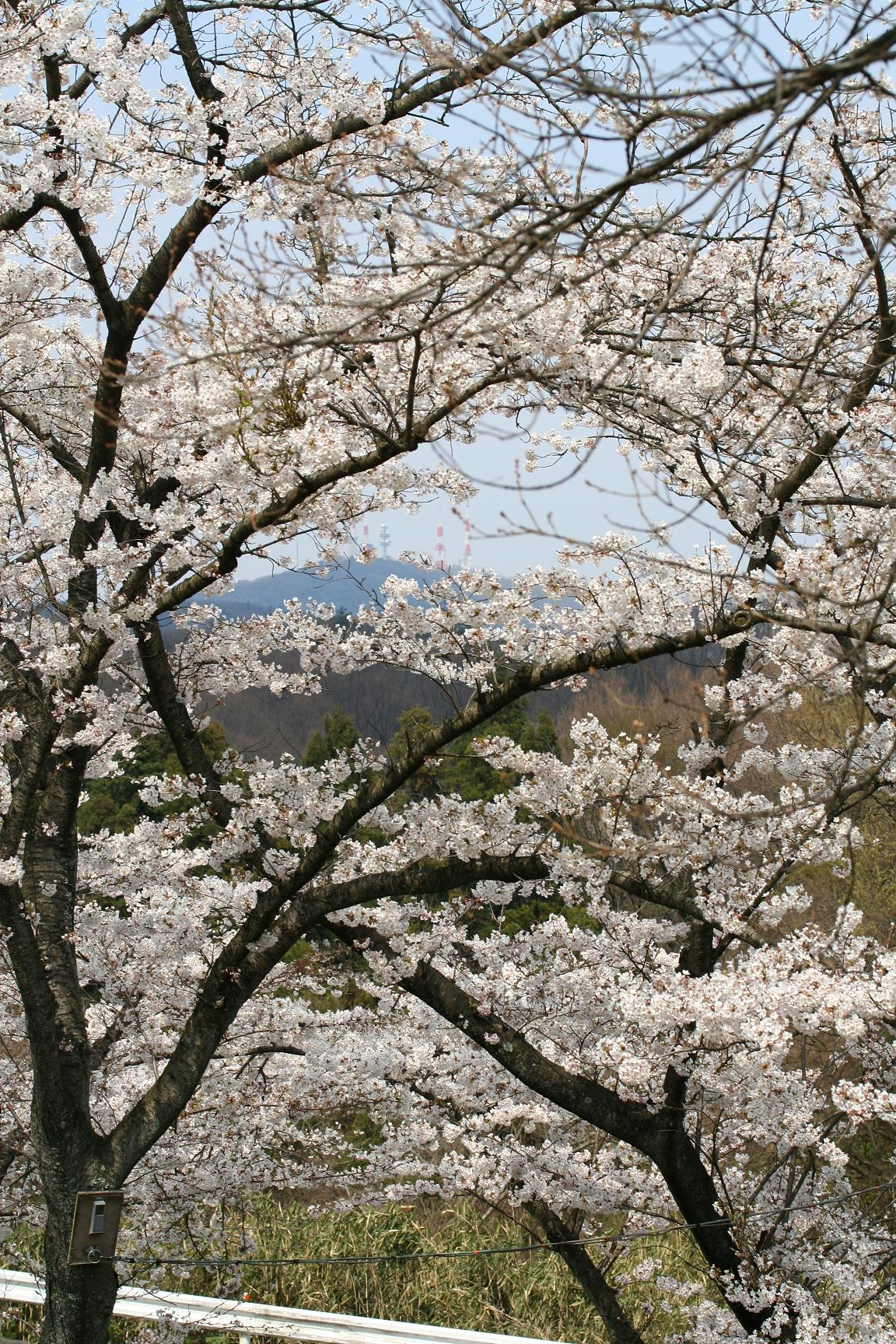
Sakura pe muntele Ikoma